# Танди, Симранджит
Симранджит Танди (англ. Simranjit Thandi; 11 октября 1999) — английский футболист индийского происхождения, защитник кипрского клуба «Кармиотисса».

## Биография

### Клубная карьера
Воспитанник клуба «Лестер Сити». В сезоне 2018/19 выступал за молодёжную команду «Сток Сити», а в феврале 2019 года был отдан в краткосрочную аренду в любительский Стаффорд Рейнджерс. Летом того же года заключил контракт с кипрским клубом «АЕК Ларнака». В сезоне 2022/23 выступал в аренде за клуб «Кармиотисса».

### Карьера в сборной
В феврале 2016 года сыграл 3 матча за сборную Англии U-17.